# ويلي جورن
ويلي جورن (بالإنجليزية: Willie Jorrín)‏ مواليد 12 نوفمبر 1969 في ساكرامنتو، هو ملاكم أمريكي سابق صنّف ضمن فئة وزن الريشة. حقق بطولة المجلس العالمي للملاكمة.

## إحصائيات
خاض خلال مسيرته 32 نزالا، فاز في 29 وتعادل في 1 وخسر في 2. فاز بالضربة القاضية في 13 نزالا.

## روابط خارجية
- ويلي جورن على موقع بوكس ريك (الإنجليزية) (registration required)